# Jochim Möller
Jochim Möller († 1795) war ein deutscher Fayencier. Möller erwarb 1785 von den Erben des Carsten Behrens eine Fayencenfabrik in Kellinghusen (Schleswig-Holstein), die er bis zu seinem Tod führte.

## Wirken
Möller war der Nachfolger des ersten Fayencenfabrikanten, Carsten Behrens, der 1757 sein Unternehmen mit ehemaligen Mitarbeitern aus der Meißner Porzellanfertigung gegründet hatte. Er betrieb das Unternehmen ab 1791 unter seinem Namen als „königlich dänische privilegirte Fayence-Fabrique“. Nach seinem frühen Tod heiratete seine Witwe Hans Jacob Stemmann, der zuvor als Geselle in der Fabrik beschäftigt war. Der Sohn Hans Möller soll 1816 eine eigene Werkstatt eröffnet haben. Ab 1800 lautete der Name des im Möller’schen Fabrikgebäude in der Straße im Sande fortgeführten Betriebes: „Doctor Grauers Fayance-Fabrique“. Die Manufaktur wurde bis 1825 betrieben.
In seiner Fabrik wurden unter anderem 1794 viereckige Wandplatten, mit einer Abbildung des Fabrikgebäudes und der Aufschrift „Die königliche Dänische Privilege – Fayance – Fabrique“ hergestellt. Die eigentliche Marke bestand auch den Buchstaben KH/M was für Kellinghusen Möller stand.

## Geschichtlicher Hintergrund
Im Jahr 1765 kam Sebastian Heinrich Kirch von Jever aus nach Kellinghusen und hatte gemeinsam mit Carsten Behrens, Wulff Friedrich Linkhusen und Anna Büntzen (geborene Behrens) begonnen, Fayencen herzustellen. Am 28. Februar des Jahres baten sie König Friedrich V. von Dänemark, um die Erteilung eines königlichen Privilegs, was ihnen gewährt wurde. Nach dem Tod von Behrens im Jahre 1782, dem alleinigen Besitzer der Fabrik, ging dieses Privileg auf dessen Erben über. Seit 1785 führte Joachim Möller die Fabrik, die weiterhin den Titel einer „Königlich privilegierten Fayence-Faberique“ führen durfte. Sie kam 1800 in den Besitz des Arztes Sebastian Grauer, anschließend bis 1821 an Nicolay Friedrich Mohns und dessen Söhne und zuletzt 1822 übernahm Martin Püssel aus Lemberg das Unternehmen bis 1825 die Fabrikation eingestellt wurde. Neben dieser Fabrik gab es in Kellinghusen die „Töpferei am Sande“ der Gebrüder Christian Hinrich und Georg Geppel (Gippels), die 1783 begonnen hatten Fayencen herzustellen. Beide hatten kurze Zeit bei Carsten Behrens gearbeitet und ebenfalls ein königliches Privileg erhalten, ihre Fabrikation endete jedoch bereits 1809. Als dritte Fabrik wird ein Unternehmen von Rathje Moeller benannt, und es heißt hier abweichend, er sei 1790 verstorben und seine Witwe habe den Gesellen Hans Jacob Stemmann geheiratet und die Firma übernommen. Die Angaben darüber, ob es drei oder sechs Fabriken gab sind abweichend, es gab allein drei- oder viermal Möller (Moeller), Hans, Jo[a]chim, Rathje und Thies Möller.